# 모섬유

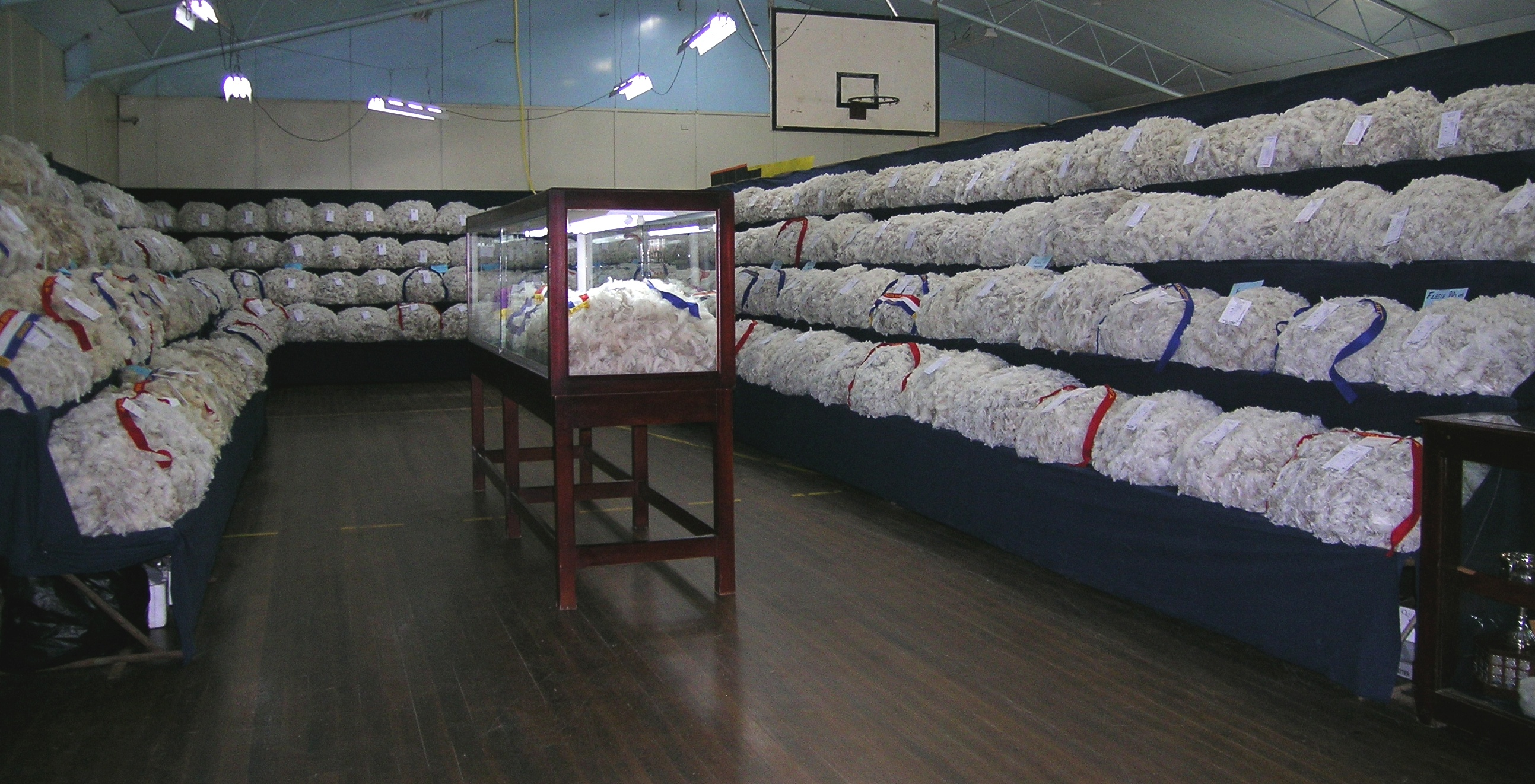
양모 판매장의 모습

모섬유(毛纖維, wool)는 동물의 체모로 만드는 섬유다. 그 섬유로 짠 천을 모직물(毛織物)이라고 한다. 동물의 피부 표피에서는 피부를 보호하기 위해 털이 나는데 피부의 상태에 따라 광택과 촉감, 질이 차이가 많이 난다. 가장 널리 쓰이는 것이 양의 털이기에 양모(羊毛, sheep wool)라고도 하지만 양털뿐만 아니라, 염소, 토끼, 라마 등의 털도 모섬유(울)에 해당한다.
모섬유가 지니는 가장 큰 특성은 곱슬곱슬한 모양과 독특한 촉감이다. 대개 털이나 모피와는 질감이 다르며, 단백질 섬유의 특징을 지닌다.
양이 서식하는 지역에서 양모도 많이 생산된다. 세계적으로 가장 많은 양모를 생산하는 국가는 단연 오스트레일리아와 뉴질랜드이며 양모와 관련된 축제나 행사도 많다. 대부분은 양털깎기 대회이다.

## 양모 산업
1969년의 양모소비는 19억 9천 6백만 파운드로서 1968년에 비교하면 약 4%가 증가하였다. 그러나 연도 전반기의 점증 상태가 후반기에 이르러 감소추세로 변하였고, 1970년 전반기의 소비는 전년도의 동기에 비교해서 6%가 감소된 수준이었다.  이러한 소비의 주기적 변동은 정상적인 것이었으며, 전반적인 모직물 산업활동은 생산과 연관을 맺고 있다. 그러나 최근의 섬유로서 모직의 문제점은 합성섬유가 점차 그리고 확실히 침투되어 오는 경향에 있다. 1970년의 전반기에 양모는 모든 섬유물질의 46.5%를 차지하였으며, 전년도에는 47.5%를 차지하였다. 그러나 1965년에는 양모가 53%, 인조섬유가 21%에 불과하였다.  가격에 있어서는 전년도와 비교하거나 다른 상품과 비교하거나 생산비와 비교해도 1969년도에는 낮은 수준이라 하겠다. 가격 추세는 하락현상을 보였으며, 1970년에도 이 추세는 계속되었다. 1969∼70년도의 오스트레일리아 양모가격은 20년 이래 최저현상을 보였으며, 1970∼71년에는 더욱 급격히 하락되었다. 그래서 오스트레일리아 정부는 낮은 가격과 흉작으로 큰 타격을 받은 양모재배자들을 보조하기 위해 3,000만 오스트레일리아 달러를 재정 지원하였으며 시장정책 변경 문제가 또 다시 논의되었으나 어떠한 결론도 얻지 못했다.  양모가격의 하락에는 3가지 주요 요소가 있다고 믿어진다. 첫째는 저렴한 가격으로 생산하고 사용되는 인조섬유의 증가와 자연섬유뿐 아니라 인조섬유 제조업자 자신들 사이에서의 치열한 경쟁에 있으며, 둘째는 일반적으로 이야기하여 1969년의 1·3분기부터 시작되어 1970년에 점차 심각해져 가고 있는 방직산업의 순환적 경기후퇴에 있으며, 셋째는 모든 면에서 주주를 자극하는 전세계를 통한 고이자율의 존재이다.

## 특징
모섬유는 피부에 위치한 작은 세포인 모낭에서 생성된다. 이 모낭은 표피라고 불리는 피부의 상층에 위치하며 모섬유가 성장함에 따라 진피라고 불리는 두 번째 피부층으로 밀어 내려간다. 여포는 일차 또는 이차 여포로 분류될 수 있다. 일차 모낭은 세 가지 유형의 섬유, 즉 켐프 섬유, 수질 섬유 및 실제 모섬유를 생성한다. 2차 모낭은 진정한 모섬유만을 생산한다. 수질섬유는 모발과 거의 동일한 특성을 공유하며 길지만 주름과 탄력이 부족하다. 켐프(Kemp) 섬유는 매우 거칠고 벗겨지는 특성이 있다.
모섬유의 크림프는 동물에 닿는 각 모섬유에 존재하는 강한 자연적인 웨이브를 의미한다. 모섬유의 주름과 약간의 비늘은 개별 섬유가 서로 붙어서 함께 머물도록 도와줌으로써 양털을 뽑는 것을 더 쉽게 만든다. 주름 때문에 모섬유 직물은 다른 직물보다 부피가 크고 공기를 보유하여 직물이 열을 유지하게 한다. 모섬유는 비열저항이 높기 때문에 일반적으로 열 전달을 방해한다. 베두인족과 투아레그족이 단열재로 모직 옷을 사용하기 때문에 이 효과는 사막 사람들에게 도움이 되었다.
모섬유 펠팅은 모섬유 표면의 미세한 미늘이 서로 연결되어 망치질이나 기타 기계적 교반 시 발생한다. 펠팅은 일반적으로 건식 펠팅과 습식 펠팅의 두 가지 주요 영역으로 분류된다. 습식 펠팅은 물과 윤활제(특히 비누와 같은 알칼리)를 모섬유에 적용한 다음 섬유가 서로 혼합되고 결합될 때까지 교반할 때 발생한다. 축축하거나 젖었을 때의 온도 충격은 펠팅 과정을 더욱 악화시킨다. 동물의 등에 자연스러운 펠트 현상이 발생할 수 있다.
모섬유는 머리카락이나 모피와 구별되는 몇 가지 특성을 가지고 있다. 즉, 주름이 있고 탄력이 있다.
주름의 양은 모섬유의 섬도에 해당한다. 메리노와 같은 가는 모섬유는 센티미터당 최대 40개의 주름(인치당 100개의 주름)을 가질 수 있는 반면, 카라쿨과 같은 거친 모섬유는 1개 미만(인치당 1~2개의 주름)을 가질 수 있다. 대조적으로, 머리카락은 비늘이 거의 없고 주름도 없으며 실에 묶는 능력도 거의 없다. 양의 경우 양털의 털 부분을 켐프(kemp)라고 한다. 켐프와 모섬유의 상대적인 양은 품종마다 다르며 일부 양털은 스코틀랜드의 유명한 트위드 천을 포함하여 퀼트나 기타 보온 제품용 배트에 방적, 펠팅 또는 카드딩에 더 적합하다.
모섬유는 수분을 쉽게 흡수하지만 속이 비어 있지는 않는다. 모섬유는 자체 무게의 거의 1/3 정도의 물을 흡수할 수 있다. 모섬유는 다른 많은 직물과 마찬가지로 소리를 흡수한다. 일반적으로 크림색의 흰색이지만 일부 양 품종은 검정색, 갈색, 은색 및 무작위 혼합과 같은 자연 색상을 생성한다.
모섬유는 면화 및 일부 합성 섬유보다 더 높은 온도에서 발화한다. 화염 확산 속도, 열 방출 속도, 연소열이 낮고 녹거나 떨어지지 않는다. 이는 단열 및 자기 소화 기능이 있는 숯을 형성하며, 카펫에 사용할 때 다른 바닥재 제품보다 독성 가스와 연기 발생을 덜 유발한다. 모섬유 카펫은 기차, 항공기 등 안전성이 높은 환경에 적합하도록 지정되었다. 모섬유는 일반적으로 소방관, 군인 및 기타 화재 가능성에 노출되는 직업에 종사하는 의류에 사용된다.
모섬유는 일부 사람들에게 알레르기 반응을 일으킨다.

## 같이 보기
가공
- 소면 (방적)
- 염색
- 뜨개질
- 방적
- 직조

정제품
- 펠트
- 실

기타 모섬유
- 앙고라털
- 캐시미어
- 라마
- 암면